# Paris lag

Typiskt diagram av spricktillväxthastighet med avseende på spänningsintensitetsintervallet där Paris-Erdogan-ekvationen passar den centrala, linjära regionen av Regim B.

Paris lag (även känd som Paris–Erdogan-ekvationen)  beskriver hur mycket en spricka i ett material växer för varje lastcykel, det vill säga när belastningen omväxlande ökar och minskar. Den cykliska lasten orsakar en hög spänningsintensitet i sprickspetsen vilket gör att sprickan växer.

{\displaystyle {\frac {{\rm {d}}a}{{\rm {d}}N}}=C\Delta K^{m}},
där {\displaystyle a} är sprickans längd och {\displaystyle N} är antalet lastcykler. {\displaystyle C} och {\displaystyle m} är materialkonstanter medan {\displaystyle \Delta K} är spänningsintensiteten.
Spänningsintensiteten beror på den cykliska lasten och beräknas enligt följande:
{\displaystyle \Delta K=K_{max}-K_{min}},
där {\displaystyle K_{max}} och {\displaystyle K_{min}} är den största respektive minsta spänningsintensiteten.
Eftersom det är ett kraftlagsförhållande mellan spricktillväxthastigheten under cyklisk belastning och intervallet för spänningsintensitetsfaktorn, kan Paris-Erdogan-ekvationen visualiseras som en rät linje på ett log-log-diagram, där x-axeln anger intervallet för spänningsintensitetsfaktorn och y-axeln anger spricktillväxthastigheten.
Förmågan hos ΔK att korrelera data för spricktillväxthastighet beror till stor del på det faktum att alternerande spänningar som orsakar spricktillväxt är små jämfört med flytgränsen. Därför är sprickspetsplasticitetzonerna små jämfört med spricklängden även i mycket sega material som rostfritt stål.
Ekvationen anger tillväxten för en enda cykel. Enstaka cykler kan lätt räknas för konstant amplitudbelastning. Ytterligare cykelidentifieringstekniker som rain flow counting måste användas för att extrahera ekvivalenta konstantamplitudcykler från en belastningsserie med variabel amplitud.

## Historik
I en rapport från 1961 introducerade P. C. Paris idén att graden av spricktillväxt kan bero på spänningsintensitetsfaktorn. Sedan föreslog Paris och Erdogan i sin uppsats från 1963 indirekt ekvationen med den åtsidosatta kommentaren "Författarna är tveksamma men kan inte motstå frestelsen att dra den raka linjens lutning 1/4 genom data" efter att ha granskat data i ett log-log-diagram av spricktillväxt kontra spänningsintensitetsområde. Paris-ekvationen presenterades sedan med den fasta exponenten 4. 

## Tillämplighetsområden

### Spänningsförhållanden
Högre medelspänning är känd för att öka hastigheten för spricktillväxt och är känd som medelspänningseffekten. Medelspänningen för en cykel uttrycks i termer av spänningsförhållandet {\displaystyle R} som definieras som 
{\displaystyle R={K_{\text{min}} \over K_{\text{max}}},}
eller förhållandet mellan minsta och maximala spänningsintensitetsfaktorer. I den linjära elastiska brottregimen, motsvarar {\displaystyle R} också belastningsförhållandet 
{\displaystyle R\equiv {P_{\text{min}} \over P_{\text{max}}}.}
Paris-Erdogan-ekvationen tar uttryckligen inte hänsyn till effekten av spänningsförhållande, även om ekvationskoefficienter kan väljas för ett specifikt spänningsförhållande. Andra ekvationer för spricktillväxt, som Forman-ekvationen, omfattar uttryckligen effekten av spänningsförhållande, liksom Elber-ekvationen genom att modellera effekten av sprickförslutning. 

### Mellanliggande spänningsintensitetområde
Paris–Erdogan-ekvationen håller över medelintervallet för tillväxttaktsregimen, men gäller inte för mycket låga värden på {\displaystyle \Delta K} som närmar sig tröskelvärdet {\displaystyle \Delta K_{\text{th}}}, eller för mycket höga värden som närmar sig materialets brottseghet, {\displaystyle K_{\text{Ic}}}. Den alternerande spänningsintensiteten vid den kritiska gränsen ges av 
{\displaystyle {\begin{aligned}\Delta K_{\text{cr}}&=(1-R)K_{\text{Ic}}\end{aligned}}}.
Lutningen av spricktillväxthastighetskurvan i log-log-skala anger exponentens {\displaystyle m} värde och befinns vanligtvis ligga mellan {\displaystyle 2} och {\displaystyle 4}, även om för material med låg statisk brottseghet såsom höghållfasta stål, värdet av {\displaystyle m} kan vara så högt som {\displaystyle 10}.

### Långa sprickor
Eftersom storleken på plasticitetszonen {\displaystyle (r_{\text{p}}\approx K_{I}^{2}/\sigma _{y}^{2})} är liten i jämförelse med spricklängden, {\displaystyle a} (här, {\displaystyle \sigma _{y}} är flytspänning), gäller approximationen av småskalig flytning, vilket möjliggör användning av linjär elastisk brottmekanik och spänningsintensitetsfaktorn. Således är Paris-Erdogan-ekvationen endast giltig i den linjära elastiska brottregimen, under dragbelastning och för långa sprickor.